# Чемпионат СССР по самбо 1958
12-й Чемпионат СССР по самбо проходил в Минске с 4 по 6 апреля 1958 года. В соревнованиях участвовало 172 спортсмена от 9 сборных команд ДСО и ведомств.

## Медалисты
| Весовая категория           | Золото                                     | Серебро                                 | Бронза                                       |
| --------------------------- | ------------------------------------------ | --------------------------------------- | -------------------------------------------- |
| Наилегчайший вес (до 56 кг) | Вадим Избеков «Буревестник» (Москва)       | Геннадий Шишков «Буревестник» (Москва)  | Лаврентий Кациашвили «Колмеурне» (Тбилиси)   |
| Легчайший вес (до 60 кг)    | Виталий Дарашкевич «Буревестник» (Москва)  | Василий Лизунов «Динамо» (Ленинград)    | Станислав Гаджиев «Буревестник» (Москва)     |
| Полулёгкий вес (до 64 кг)   | Тенгиз Элердашвили «Буревестник» (Тбилиси) | Олег Степанов «Буревестник» (Москва)    | Муртаз Элердашвили «Гантиади» (Тбилиси)      |
| Лёгкий вес (до 68 кг)       | Арон Боголюбов «Динамо» (Ленинград)        | А. Малышев «Динамо» (Ленинград)         | К. Фехретдинов «Динамо» (Москва)             |
| Полусредний вес (до 72 кг)  | Евгений Глориозов «Буревестник» (Москва)   | Супьян Зубайраев «Буревестник» (Москва) | Ремир Сольницев «Динамо» (Ленинград)         |
| Средний вес (до 77 кг)      | Альфред Каращук «Буревестник» (Москва)     | Ярослав Волощук «Динамо» (Киев)         | Закария Мухиашвили «Колмеурне» (Тбилиси)     |
| Полутяжёлый вес (до 85 кг)  | Генрих Шульц «Буревестник» (Москва)        | Юрий Заболоцкий «Буревестник» (Москва)  | Анзор Зурабаули «Буревестник» (Тбилиси)      |
| Тяжёлый вес (свыше 85 кг)   | Николай Братко «Динамо» (Москва)           | Отар Шинджикашвили «Динамо» (Тбилиси)   | Борис Шапошников Советская Армия (Ленинград) |